# Соломана Канте
Солома́на Канте́ (Solomana Kanté; також пишеться як Sùlemáana Kántε Souleymane Kanté або Sulemaana Kantè; нко ߛߎ߬ߟߋ߬ߡߊ߬ߣߊ߬ ߞߊ߲ߕߍ߫; *1922, Канкан, Французька Гвінея, Французька Західна Африка, тепер Гвінея — 23 листопада 1987, Конакрі, Гвінея) — гвінейський письменник, перекладач, педагог і винахідник; найбільш відомий як винахідник абетки нко для мов манде в Африці.

## З життєпису
Народився в гвінейському Канкані, де живуть малінке. Його батько керував приватною релігійною школою. Після смерті батька Соломана, якому було 19 років, був замолодим, аби взяти на себе керівництво закладом, у якому не було студентів. Тож по часі він став торговцем горіхами кола, як і багато хто з малінке.
Прочитавши статтю ліванського журналіста, в якій, серед іншого, було написано, що африканці не мають власної системи письма і, здається, не цікавляться письмом, Соломана Канте вирішив створити нко, систему транскрибування звуків мов манде, яка, на його думку, найкраще підходить для передачі знань і навчання, ніж іноземні системи транскрипції, зокрема як латинка або арабське письмо.
У 1949 році після 5 років експериментів із різними системами письма Канте створив нко, сучасне письмо для мов манде. Вперше абетку використали в Канкані (Гвінея) для мови манінка, а вже звідти письмо поширилось в інші частини Західної Африки, де розмовляють мовами манде.
Нові дослідження, зокрема гаїтянця Родні Салнаве (Rodney Salnave), доводять, що Соломана Канте міг і не бути винахідником абетки нко в 1949 році, а насправді вона існувала вже на 2 століття раніше — так, її використовував на початку 1700-х років майбутній правитель бамбарського королівства Сегу Нголо Діарра (1718-1790), який навчався в Тімбукту, а отже, Соломана Канте, хоча й уродженець Гвінеї, але його рід походить із Сегу, лише відновив писемність нко, тоді як її використовували попередні покоління його родини.